# Saewe (Gunung Sitoli)
Saewe is een bestuurslaag in het regentschap Gunungsitoli van de provincie Noord-Sumatra, Indonesië. Saewe telt 1947 inwoners (volkstelling 2010).